# Ignazio Bertola
Giuseppe Francesco Ignazio Bertola Roveda, Graf von Exilles (* 1676 in Tortona; † 22. Mai 1755 in Turin), „piemontesischer Vauban“ genannt, war ein Festungsbaumeister aus Sardinien-Piemont.

## Leben

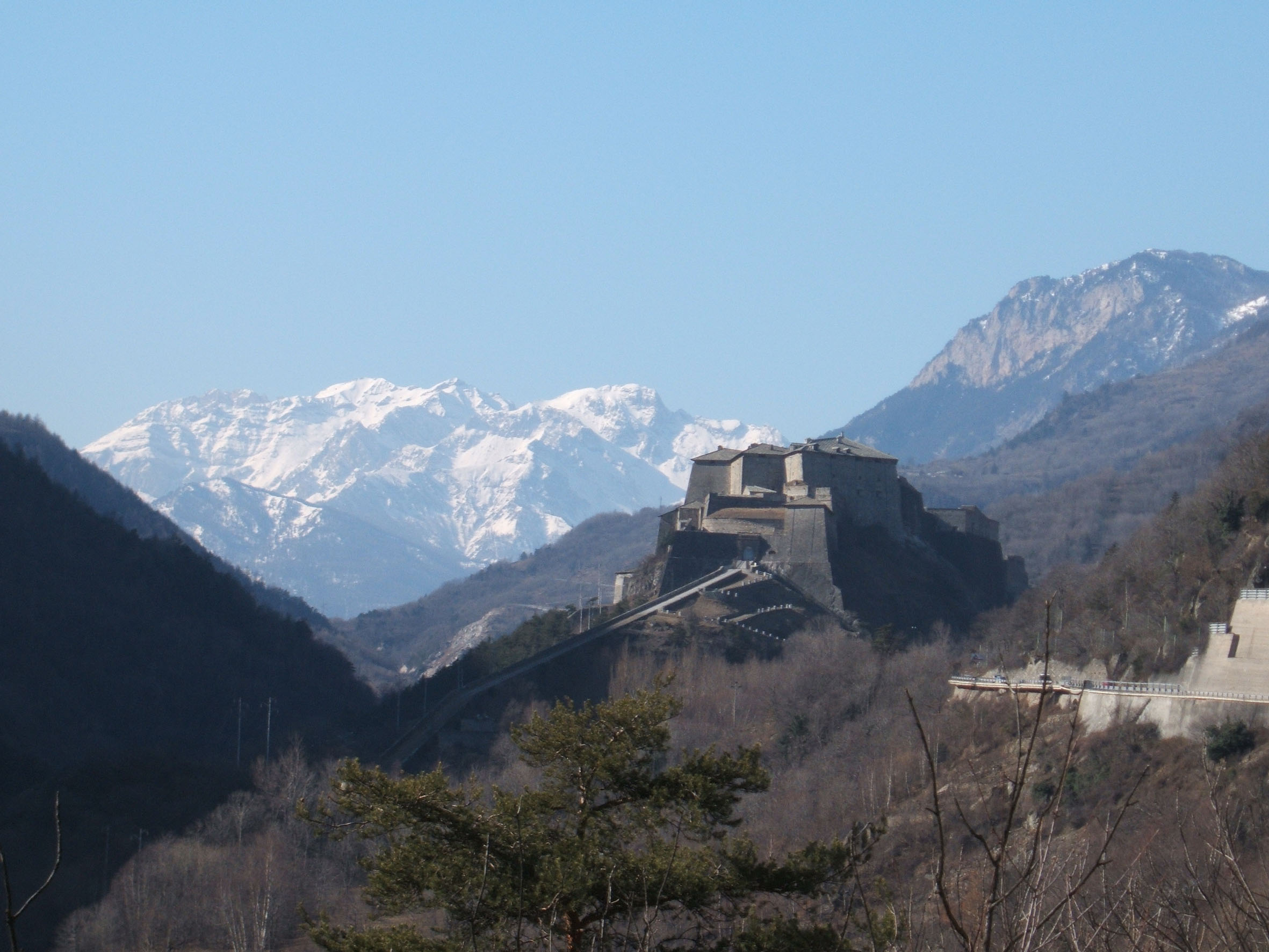
Festung Exilles

Ignazio Bertola stammte aus der bürgerlichen Familie Roveda. Der Vater Gaspare starb, als Ignazio noch ein Kind war. Die Mutter heiratete später den Rechtsanwalt und Architekten Amedeo Antonio Bertola (* 1647, † 1719), der den jungen Roveda adoptierte und ihm auch seinen Familiennamen gab. Antonio Bertola, ein bekannter Festungsbaumeister, erneuerte zusammen mit seinem Adoptivsohn ab 1704 die Festung von Turin, unter anderem mit einem System von Minengängen, in denen während des Spanischen Erbfolgekrieges bei der Belagerung von Turin 1706 ein französischer Erfolg vom Mineur Pietro Micca verhindert wurde. Nach dem Krieg erhielten die beiden Bertolas den Auftrag, die neuen Grenzen des Königreiches zu befestigen. In den Westalpen begannen sie mit den großen Festungsanlagen von Susa (La Brunetta) und mit dem Neubau der Festung von Exilles. Nachdem sein Vater im Jahr 1719 gestorben war, brachte Ignazio Bertola diese Arbeiten zu einem ersten Abschluss. Danach plante er die Alpenfestungen von Fenestrelle und Demonte.
Am 23. April 1728 wurde Ignazio Bertola als Oberstleutnant und Festungsbaumeister in die Piemontesische Armee übernommen. Gleichzeitig beauftragte man ihn, in Alessandria am Tanaro eine neue Festung zu bauen, die zu einer der bedeutendsten östlichen Verteidigungsanlagen Piemonts werden sollte.
1732 ernannte ihn König Karl Emanuel III. zum „Ersten Ingenieur Seiner Majestät“. 1734 leitete Bertola während des Polnischen Erbfolgekrieges die Belagerung des Castello Sforzesco in Mailand. In den Jahren danach kümmerte er sich weiter um den Bau der Festungen von Alessandria, Fenestrelle und Exilles, daneben beispielsweise auch um den Neubau der Turiner Verkehrsachse Via Dora Grossa (heute Via Garibaldi).
Im Jahre 1739 gründete Bertola im Arsenal von Turin eine Artillerie- und Festungsbauschule, deren Leiter er bis 1755 blieb. Sie besteht in Turin als Offizierfachschule oder Applikationsschule (Scuola di Applicazione) des italienischen Heeres noch heute und ist für den zweiten, praxisorientierten Teil der Offiziersausbildung zuständig.
Für seine Leistungen erhob König Karl Albert I. Bertola am 2. März 1742 zum Grafen von Exilles. Während des Österreichischen Erbfolgekrieges befestigte er in den Westalpen die Täler Val Varaita und Val Maira und verband sie durch eine Militärstraße. 1744 brachte für Bertolas Karriere einen Tiefpunkt: Nach mehrtägigem Artilleriebeschuss fiel seine Festung Demonte. Der König verteidigte ihn jedoch gegen zahlreiche Rücktrittsforderungen und die Kämpfe, die in den folgenden Jahren bei den anderen Festungen ausgetragen wurden, rehabilitierten Bertola vollkommen. Im Oktober 1746 belagerte er die Sankt-Pauls-Festung von Ventimiglia und nahm sie schließlich ein.
Als am 4. Juli 1752 die Militäringenieure aus der Artillerie ausgegliedert wurden und ein eigenes Korps bildeten, ernannte Karl Albert Bertola noch zu dessen Chef. Knapp drei Jahre später starb Bertola als hochdekorierter General in Turin.